# لیتیم آهن فسفات
لیتیم آهن فسفات (به انگلیسی: Lithium iron phosphate) با فرمول شیمیایی FeLiO۴P یک ترکیب شیمیایی است. که جرم مولی آن ۱۵۷٫۷۵۷ g/mol می‌باشد. 